# Plioplatekarp

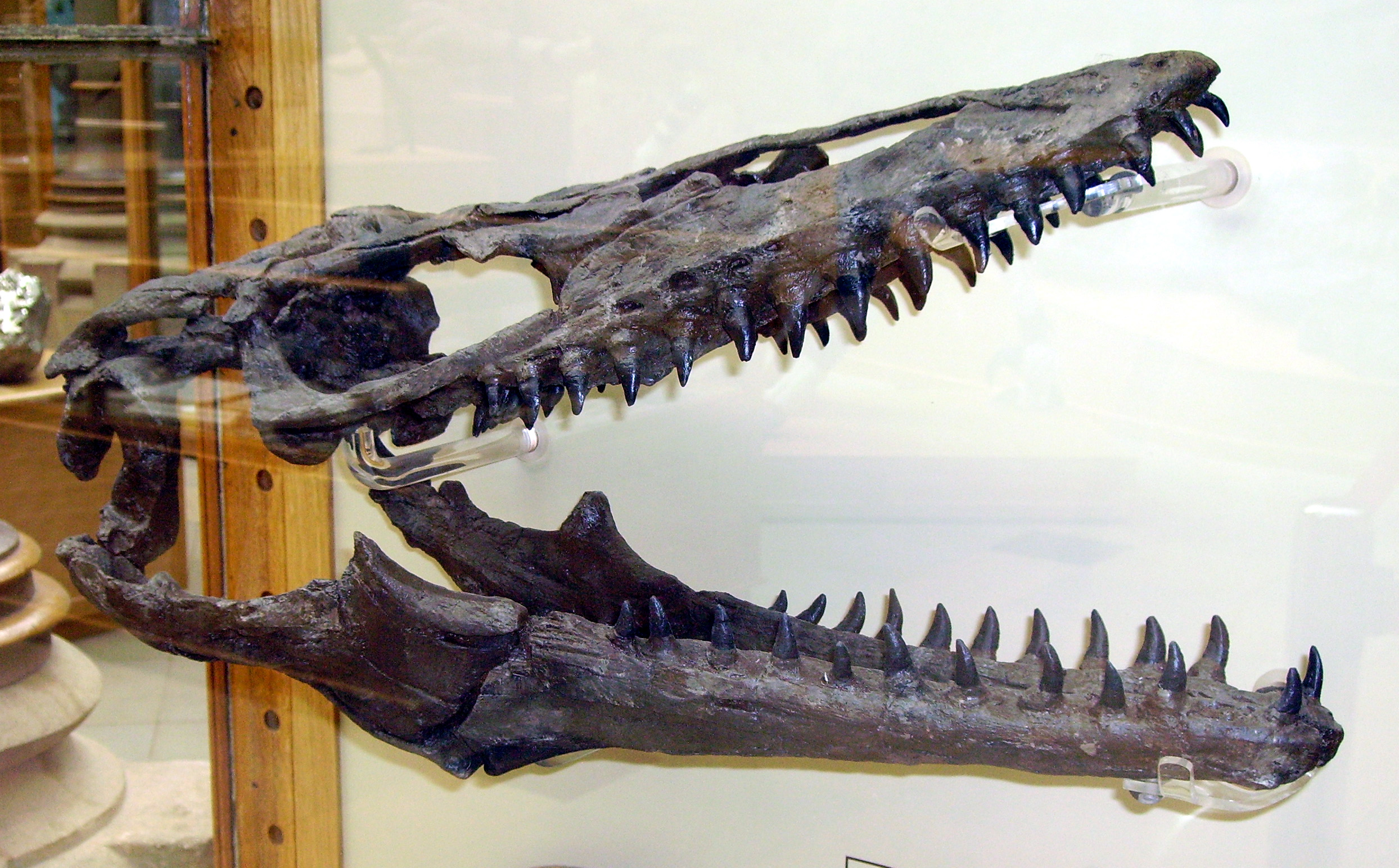
Czaszka Plioplatecarpus primaevus

Plioplatekarp (Plioplatecarpus) – rodzaj wymarłych morskich jaszczurek z rodziny mozazaurów (Mosasauridae).

## Opis
Plioplatekarp dorastał do 7 m długości, z czego 55 cm przypadało na głowę. Czaszka plioplatekarpa jest stosunkowo krótka w porównaniu z czaszkami innych mozazaurów, a oczy proporcjonalnie większe. W szczękach znajdowało się zaledwie 12 lub mniej zębów, które były mocno zakrzywione i mierzyły około 7 cm. Zredukowana była także liczba kręgów. Mózg był w porównaniu do masy ciała dwukrotnie większy niż u Mosasaurus i prawdopodobnie dowodzi lepszych zdolności adaptacyjnych.

## Występowanie
Rodzaj Plioplatecarpus pojawił się w środkowym kampanie, około 78 mln lat temu, i prawdopodobnie dotrwał do końca kredy, 65,5 mln lat temu. Jego szczątki odnaleziono w stanach Missisipi, Alabama, Dakota Południowa i Dakota Północna w Stanach Zjednoczonych oraz w Kanadzie, Szwecji i Holandii.

## Behawior i etologia
Plioplatekarp zdaje się dobrze przystosowany do życia w płytkich wodach, ze względu na swoją zwrotność i szybkość mógł polować z zasadzki wśród gęstych wodorostów lub na rafach koralowych. Żywił się prawdopodobnie głównie miękkimi głowonogami, gdyż słabo osadzone zęby nie pozwalały mu na atakowanie większej zdobyczy. Jest jedynym mozazaurem, którego skamieniałości odnaleziono połączone ze szczątkami zarodków, co dowodzi żyworodności plioplatekarpa.

## Gatunki
- Plioplatecarpus depressus
- Plioplatecarpus houzeaui
- Plioplatecarpus marshi
- Plioplatecarpus peckensis
- Plioplatecarpus primaevus